# Clayton Moore
Clayton Moore (14 de setembro de 1914 — 28 de dezembro de 1999) foi um popular ator, que ficou famoso ao interpretar o herói mascarado Cavaleiro Solitário (Lone Ranger) na série de TV homônima entre 1949 a 1957. No Brasil, o personagem foi intitulado equivocadamente por Zorro, curiosamente, o ator interpretou um um descendente de Dom Diego que assume o manto do Zorro no seriado Ghost of Zorro da Republic Pictures (1949).
Moore foi trapezista e dublê antes de iniciar sua carreira de ator em seriados da Republic Pictures, na década de 1940, mas o sucesso veio a partir de 1949, quando se tornou um dos pioneiros da Televisão americana, ao protagonizar interpretar The Lone Ranger, que também havia sido adaptado pelo estúdio, em dois seriados cinematográficos: The Lone Ranger (1938) e The Lone Ranger Rides Again (1939), esse último estrelado por Robert Livingston, que também interpretou o Zorro em The Bold Caballero, o que pode ter ajudado a confundir ambos os personagens no Brasil.
Com o fim da série, em 1957, Clayton passou a fazer aparições públicas beneficentes, sempre vestido como o personagem.
Em 1979, o detentor da marca Ranger, Jack Wrather, obteve ordem judicial que proibia Moore de continuar a fazer aparições públicas vestido de The Lone Ranger. Wrather pretendia fazer um filme com nova versão da história e achava que as exibições de Moore na aparência clássica poderiam atrapalhá-lo. Também não queria que o antigo astro, já com 65 anos, achasse que poderia estrelar o novo filme. Essa ação se mostrou um desastre de relações públicas.  Moore respondeu mudando seu traje e passando a usar uma máscara diferente e óculos escuros e processou Wrather. Em 1985 ele venceu a questão e voltou a usar a máscara do Lone Ranger. O filme de Wrather, The Legend of the Lone Ranger, foi lançado em 1981 e fracassou tanto para a crítica quanto nas bilheterias.
Clayton Moore faleceu de ataque do coração às 9h20m da manhã de 28 de dezembro de 1999, aos 85 anos, em um hospital de West Hills, Los Angeles, deixando órfãos muitos fãs do Vigilante Mascarado.

## Filmografia (parcial)
- Perils of Nyoka (seriado, 1942)
- The Crimson Ghost (seriado, 1946)
- Jesse James Rides Again (seriado, 1947)
- G-Men Never Forget (seriado, 1948)
- Adventures of Frank and Jesse James (seriado, 1948)
- Ghost of Zorro (seriado, 1949)
- Flying Disc Man from Mars (seriado, 1950)
- Desert Passage (1952)
- Son of Geronimo (1952)
- Radar Men from the Moon (seriado, 1952)
- Jungle Drums of Africa (seriado, 1953)
- Gunfighters of the Northwest (seriado, 1954)
- The Lone Ranger (1949 a 1957) Série de televisão
- The Lone Ranger- The Movie (1956)
- The Lone Ranger and the Lost City of Gold (1958)